# Andy Rouse
Andrew Rouse Rouse, detto Andy (Dymock, 2 dicembre 1947), è un pilota automobilistico britannico, vincitore di quattro edizioni del BTCC (1975, 1983, 1984, 1985) e con all'attivo tre partecipazioni alla 24 ore di Le Mans (1980, 1981, 1982) e alla 24 ore di Spa (1974, 1989, 1987).

## Palmarès
- British Touring Car Championship: 4
1975, 1983, 1984, 1985
- 24 ore di Le Mans: 1
1981